# Microteuchestes brusewitzi
Microteuchestes brusewitzi är en skalbaggsart som beskrevs av Bengt-Olof Landin 1974. Microteuchestes brusewitzi ingår i släktet Microteuchestes och familjen Aphodiidae. Inga underarter finns listade i Catalogue of Life.